# Susanne Pfleger
Susanne Pfleger (* 1957 in Mannheim) ist eine Kunsthistorikerin und Kuratorin.

## Biografie
Pfleger studierte Kunstgeschichte bei Peter Anselm Riedl in Heidelberg. In ihrer Dissertation beschäftigte sie sich mit der italienischen Monumentalmalerei des 14. und 15. Jahrhunderts, insbesondere mit der Darstellungstradition der Kreuzlegende. 1991 erhielt sie ein Forschungsstipendium am Deutschen Kunsthistorischen Institut Florenz Max-Planck-Institut. Von 1985 und 1990 arbeitete sie als freie Kuratorin und wissenschaftliche Mitarbeiterin am Wilhelm-Hack-Museum Ludwigshafen im Bereich zeitgenössische Kunst. 1993 wurde sie wissenschaftliche Mitarbeiterin in der Städtischen Galerie Wolfsburg; von 1997 bis 2023 war sie deren Leiterin. Von 1996 bis 2001 arbeitete sie zusätzlich als Gastdozentin im Fachbereich Kunstgeschichte an der Technischen Universität Braunschweig, seit 2007 hat sie eine Honorarprofessur für Kunstmanagement an der Burg Giebichenstein Kunsthochschule Halle.

### Ausstellungsprojekte
Pfleger realisierte zahlreiche Ausstellungsprojekte im Bereich zeitgenössische Kunst. Sie arbeitete u. a. mit Stephan Balkenhol, Thomas Schütte, Richard Deacon, Candida Höfer, Tony Cragg, Silvia Bächli, Katharina Fritsch, Thomas Huber, Matthias Hoch, Michael Krebber, Felix Droese, Björn Melhus, Jörg Herold, Olaf Nicolai, Via Lewandowsky, Jörg Sasse, Henry Wessel, Bernhard Martin, Angela Bulloch, Tal R, Peter Saul, Rose Wylie, Bettina Pousttchi, Marc Brandenburg, Michael Müller und Julius von Bismarck.

## Veröffentlichungen
Pfleger hat zahlreiche Kataloge zur Kunst der Moderne und Gegenwartskunst veröffentlicht. Die von ihr und Olaf Nicolai herausgegebene Monographie Rewind Forward erhielt 2003 die Auszeichnung für Buchgestaltung Goldene Letter.